# 林璧 (正統進士)
林璧（1393年—1463年），初名林福沛，字貴璧，號無逸，浙江台州府黃巖縣泉谿人，明朝政治人物。

## 生平
林璧年少時跟隨陳璲學習《毛詩》，中宣德四年（1429年）的浙江鄉試第六名舉人，正統元年（1436年）成丙辰科會試第十五名，二甲第二名進士，次年（1437年）獲授行在禮部精膳主事，出使廣東拒絕饋遺，不久因為裁革冗員免官還家。六年（1441年）他主考江西鄉試號稱得人，提拔彭時等名士，同年因刻鄉試小錄包含舉人胡皞家人《易經》卦辭，被監察御史丘俊彈劾治罪。
之後林璧調任祠祭主事，有清廉名聲；轉官南京吏部考功郎中，考核公正，很快辭官回鄉，年七十一去世，詩文崇尚理致，有《一枝集》、《北遊稿》等作品藏於家。

## 家族
曾祖林彦文。祖父林耕民。父林從哲。母朱氏。永感下。兄楚。弟順。娶李氏。